# Junebug
Junebug (mesmo título em Portugal; bra: Retratos de Família) é um filme de comédia dramática norte-americano de 2005, dirigido por Phil Morrison com roteiro de Angus MacLachlan.

## Sinopse
O sul dos Estados Unidos e o jeito simples de seus habitantes sempre encantaram a sofisticada marchand Madeleine (Embeth Davidtz). Recentemente ela se casou com George (Alessandro Nivola), nativo de uma cidade provinciana do sul. Quando ela tem que visitar um pintor que mora perto da cidade natal do marido, o casal decide aproveitar a oportunidade para apresentar Madeleine à família dele. De repente Madeleine se vê no meio de estranhos desconfiados que não pretendem recebê-la como membro da família. Com a única exceção de Ashley (Amy Adams), esposa do irmão mais novo de George, que se encanta com Madeleine e decide tratá-la como sua mais nova amiga de infância.

## Elenco
- Embeth Davidtz como Madeleine Johnsten
- Amy Adams como Ashley Johnsten
- Celia Weston como Peg Johnsten
- Benjamin McKenzie como Johnny Johnsten
- Alessandro Nivola como George Johnsten
- Scott Wilson como Eugene Johnsten
- R. Keith Harris Como Bud, O Jovem Pastor

## Prêmios e indicações
- Indicado ao Óscar na categoria de Melhor Atriz Coadjuvante (Amy Adams)
- Indicado ao SAG Awards de Melhor Atriz Coadjuvante (Amy Adams)
- Indicado ao Satellite Awards de Melhor Atriz Coadjuvante (Amy Adams)
- Venceu o  Independent Spirit Awards  de Melhor Atriz Coadjuvante (Amy Adams), e recebeu duas indicações: Melhor Roteiro Original e Melhor Produção
- Venceu o Critics' Choice Award de Melhor Atriz Coadjuvante (Amy Adams)
- Venceu o Prêmio no Festival de Cinema de Sundance de Melhor Atriz (Amy Adams), e foi indicado em Melhor Direção Dramática (Phil Morrison)